# Edward Stępniewski
Edward Stępniewski (ur. 1879 w Sancygniowie, zm. 1944 w KL Stutthof) – polski farmaceuta, działacz społeczny i samorządowiec, w latach 1922–1927 prezydent Grodna. 

## Życiorys
Urodził się na Kielecczyźnie, gdzie ukończył 4 klasy progimnazjum w Pińczowie. Później był uczniem w aptece. W 1899 zdał egzaminy na pomocnika aptekarskiego na Cesarskim Uniwersytecie Warszawskim, a w 1905 uzyskał dyplom farmaceuty. W międzyczasie pracował w aptekach na terenie Królestwa Polskiego (Lublinie, Zgierzu i Warszawie). 
W 1906 zamieszkał w Grodnie, gdzie dzierżawił tzw. aptekę jezuicką (do 1939). Działał społecznie – założył m.in. towarzystwo dramatu i muzyki "Muza", w którego zarządzie zasiadał do wybuchu I wojny światowej. Podczas wojny służył w wojsku rosyjskim, jednak w 1919 powrócił do Grodna, gdzie stanął na czele redakcji "Ech Grodzieńskich" (pisma konkurencyjnego wobec narodowo-demokratycznego "Nowego Życia"). W 1921 powierzono mu funkcję wicestarosty powiatu grodzieńskiego. 
17 lipca 1922 został wybrany przez Radę Miejską prezydentem Grodna, po długim kryzysie spowodowanym śmiercią poprzedniej głowy miasta Edwarda Listowskiego (przez długi czas frakcje narodowa, socjalistyczna i żydowska nie były w stanie porozumieć się do co wyboru prezydenta i jego zastępcy). Urząd prezydenta sprawował do stycznia 1927. Był jednocześnie prezesem zarządu grodzieńskiej LOPP. Później był jeszcze dwukrotnie wybierany prezydentem miasta, jednak wybór nie został zatwierdzony przez wojewodę białostockiego. Po odejściu z funkcji kontynuował pracę jako dyrektor apteki (do 1939), był również znanym w mieście działaczem charytatywnym. 
W 1939 walczył w Wojsku Polskim i został aresztowany przez NKWD, udało mu się uciec (w latach 1939–1944 ukrywał się na Litwie). W 1944 powrócił do Grodna, jednak za pomoc Armii Krajowej został wywieziony do KL Stutthof, gdzie zmarł nieco ponad tydzień po osadzeniu. 
Był żonaty z Leokadią Marią, z którą miał syna Zbigniewa Bronisława Stępniewskiego (1910–1940), magistra farmacji UW i pracownika grodzieńskiej apteki, zamordowanego przez NWKD w Charkowie.